# Riding
Riding je upravna jurisdikcija ili izborni okrug, posebice u nekoliko današnjih i bivših država Britanske zajednice naroda.

## Etimologija
Riječ riding dolazi iz kasnog staroengleskog *þriðing ili *þriding (zapisano samo u latiničnim kontekstima ili oblicima, npr. trehing, treding, trithing, s latiničnim početnim t ovdje predstavlja staroenglesko slovo thorn - Þ, þ).  Došlo je u staroengleski kao posuđenica iz staronordijskog þriðjungr, u značenju treći dio (posebice okruga), usporedi farthing.  Suvremeni oblik riding rezultat je početnog th upijenog u završnom th ili t od riječi north, south, east i west, koje su mu obično prethodile.
Uobičajeno krivo shvaćanje je da je izraz nastao od sveze veličine okruga i udaljenosti koju se može prijeći ili obići na konju u nekoj jedinici vremena, poput Walking Purchase).